# Сексуалност
Човешката сексуалност е сложно понятие свързано с областите на анатомията, физиологията, психологията, социологията, философията и изкуството. В научен, биологичен смисъл, сексуалността обозначава репродуктивната, размножителна функция и способност на отделния индивид. Различни фактори обуславят сексуалността: физическото и психологическо развитие на индивида, поведението, начина на мислене (манталитет), социалните норми и наложените от семейството и обществото представи за добро, правилно и красиво като духовни или религиозни. Човешката сексуалност е един от съществените фактори за оразличаване на човека от останалите видове и представители на животинското царство, при които в повечето случаи сексуалността се ограничава до размножаването.
В по-тесен смисъл човешката сексуалност представлява характеристика на сексуалните свойства на индивида: сексуално влечение и обект, сексуални реакции, сексуална активност и сексуален живот. Психологията разглежда сексуалността като полова структура на личността, т.е. факторът предопределящ половата ориентация на всеки човек. Тази полова структура се определя от два основни типа фактори – биологични (генетични, хормонални и мозъчни) и психологични (вярвания, нагласи, самосъзнание, емоции). Продукт на дадена социална култура и среда. Така сексуално поведение, което е общоприето в някои общества, се счита за неприемливо или престъпно в други.
Възпроизвеждането е една от биологичните функции на сексуалността, но съвсем не единствената. Човешката физиология прави сексуалността възможна, но тя не може да предскаже сексуалното поведение по никакъв начин.
Сексуалността е главен обект на изследване на науката сексология.

## Компоненти на сексуалността
Сексуалността има четири компонента:
- Биологичен пол

Биологичният пол се определя от хромозомите (XX и XY), които създават мъжете и жените, и от хормоните, подпомагащи тялото да развие вторичните полови белези.
- Полова идентичност
- Социално-полова роля

Освен влиянието на социалното обуславяне, има данни, че момчетата и момичетата по принцип са склонни да предпочитат различни типове дейности още от ранно детство, макар че тези желания са силно повлияни от средата и наличните ролеви модели.
- Сексуална ориентация

## Психологически аспекти
Сексуалността може да бъде повлияна от хормонални промени в развитието на ембриона по време на бременността. До голяма степен тя е зависима и от генетично предразположение. Друго становище защитава и биологичните и психологичните фактори, като равносилни при оформянето ѝ.

## Социални аспекти
Човешката сексуалност може да бъде осмислена и като част от социалния живот на хората, обусловена от косвени поведенчески модели и статукво. Оттук следва, че сексуалността може да оказва влияние на обществените норми, докато от друга страна обществото може да оказва влияние на начина, по който сексуалността се изразява. С популяризирането на мас медиите и техните продукти, като филмите и рекламите, сексуалността добива все по-голямо влияние в оформянето на средата, в която живеем. Някои хора днес я разглеждат като рафинирана и комерсиализирана жертва и проводник на стереотипни модели на мислене.
Половата идентичност, като един от четирите компонента на сексуалността, може да бъде повлияна от социалната среда. Различните социални среди могат да имат различни специфични атрибути асоциирани с даден пол – от предмети (определен вид дрехи), през символно-асоциативни аспекти на комуникативната среда (определени цветове), до цели поведенчески модели. Типичен пример в западната култура са образите на момченцето със сини панталонки, бяла блузка и играещо си с играчка-камионче и момиченцето, облечено в розова рокличка и играещо си с кукла.
Така при раждането на дете с пенис и тестиси то бива определено като дете от мъжки пол. В акта си за раждане и в болничните регистри това дете се вписва като момче. Това води до установяването на трайно взаимодействие между детето и заобикалящата го социална среда, която изисква от него да носи мъжко име, мъжки дрехи и пр. Така социума налага полова роля на индивида и го учи на принципите на взаимодействие между половете. Поведението на социума, телостроежа и мозъчните структури обуславят съзнанието за полова принадлежност и полова роля у детето, която се реализира почти изключително в познавателен план. В това се изразява влиянието на социума. С настъпването на пубертета идва ред на физиологичното (хормонално) влияние и появата на еротизма.

## Културни и психиатрични аспекти
Сексуалното поведение на хората често пъти е повлияно, ако не и определено от нормите на културата в която индивида се развива. Пример за подобна норма е забраната за сексуално общуване преди брака или забраната за анално сношение от страна на религията, към която индивида се придържа.
Сексуален достъп до всички хора не е познат в нито една култура. Във всички общества съществуват ограничения на базата на възрастта, съгласието, семейните отношения и законите. Някакви форми на забрана на кръвосмешението съществуват винаги, но определянето на партньорите бива различно. Хетеросексуалността е преобладаваща форма на сексуално поведение във всички култури и мастурбацията и хомосексуалността никъде не се третират като равностойни на коитуса.
Нежелаещите да се придържат към нормите често създавад суб-култури, в условията на които често пъти развиват фетиши или дори парафилии.

## Основни теми
- Сексуално развитие
  - Детска сексуалност
  - Пубертет

- Сексуална ориентация
  - Бисексуалност
  - Хетеросексуалност
  - Хомосексуалност
  - Асексуалност
  - Хомофобия
  - Хетерофобия

- Полове, полови белези
  - Мъж
  - Жена
  - Интерсексуалност
  - Пенис
  - Вулва

- Репродуктивна физиология
  - Сперматогенеза
  - Ерекция
  - Еякулация
  - Менструация
  - Бременност
  - Раждане
  - Лактация

- Генитални модификации
  - Кастрация
  - Обрязване
  - Вазектомия

- Свързани области
  - Андрология
  - Ендокринология
  - Гинекология
  - Акушерство
  - Урология

- Сексуално поведение
  - Воайорство
  - Възбуда
  - Ексхибиционизъм
  - Мастурбация
  - Секс
    - Анален секс
    - Вагинален секс
    - Групов секс
    - Еднополов секс
    - Кибер секс
    - Орален секс
    - Петинг
    - Разнополов секс
    - Фистинг
    - Фингъринг

  - Травестизъм
  - Хомосексуализъм

- Еротика
- Контрацепция
- Контрол над раждаемостта
- Порнография
- Проституция
- Сексуални престъпления
- Полово предавани болести
- Транссексуалност